# Nejsem jako vy
Nejsem jako vy je osmým románem americké autorky Jodi Picoultové, vydaný poprvé v roce 2010 pod názvem House Rules (doslova „domácí pravidla“) v New Yorku. V Česku tento román vydalo nakladatelství Ikar v roce 2011 v překladu Hany Petrákové. Kniha vypráví příběh s kriminální zápletkou na pozadí života matky, starající se o své dva syny. Starší z nich trpí poruchou autistického spektra.

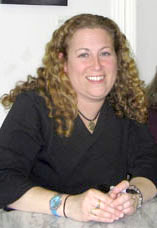
Jodi Picoult, autorka knihy

## Děj
Vymýšlet jídelníček podle barev, nikoli podle chutí, broukat Jacobovi úryvky písně Zastřelil jsem šerifa, ale přísahám, že to bylo v sebeobraně, snažit se řešit fiktivní kriminální zločiny. To je život matky dvou chlapců, z nichž starší trpí poruchou autistického spektra – aspergerovým syndromem. Do toho matka Emma sehrává roli "tetičky Em". Tetička Em je fiktivní poradkyně v časopisové rubrice, kterou Emma rediguje. Jediná práce, kterou matka dospělého syna s aspergerem momentálně zvládá.
Osmnáctiletý Jacob Hunt se každé ráno probouzí do světa, kde nenachází porozumění, a zároveň on sám je mezi většinovou populací plnou neurotypiků ztracený. Jediný člověk, s kým Jacob komunikuje, je Jess Ogilvyová, Jacobova terapeutka pro nácvik sociálních dovedností. Hlavní zápletka knihy nastává v okamžiku, kdy policie po dvou dnech od jejího zmizení nalezne pouze terapeutčino mrtvé tělo zabalené v dece Jacoba Hunta.
Jak do celého příběhu zapadá Jessin přítel Mark, Jacobův mladší bratr Theo, Jacobův smysl pro pořádek nebo jeho přesvědčení o tom, že mluvit pravdu je lidské a nic jiného neexistuje?

## Postavy
Ústřední postavou příběhu je Jacob Hunt, osmnáctiletý kluk s Aspergerovým syndromem, který se neustále potýká s problémy vyplývající z nepochopení sociálních situací. Jedním z projevů Aspergerova syndromu, jenž se u Jacoba projevuje, je smysl pro naprostý pořádek nebo pravdomluvnost. Právě třeba neuspořádanost snadno dokáže kluka s aspergerem dostat do záchvatu.
Život s Aspergerovým syndromem neznamená odlišnost jen pro jedince, ale i pro rodinu a okolí. Jacobův bratr Theo žije život mladšího bratra, který se ale o toho staršího sám stará. V knize Nejsem jako vy jsou vylíčeny mnohé nepříjemné situace, kdy Theo právě kvůli chování staršího bratra přichází o kamarády. Jakmile si jej ostatní spojí s tím zvláštním klukem, přestanou mít o Thea zájem.
Dalším člověkem, kterého se Asperger nepřímo, přesto velkou vahou dotýká, je Jacobova matka Emma. Emma je nyní redaktorkou na volné noze, pracuje z domova, aby mohla byla svému synovi stále nablízku. V románu jsou představeny situace, kdy si matka dvou synů představuje život bez nich, sní o běžném způsobu života. Nakonec se ale vrací k lásce a vděčnosti za život, jaký může žít.

## Přijetí
Jeremy Andrews z neziskové organizace NeuroClastic uvádí, že knihu je možné vnímat pozitivně, jako příběh dospělého člověka, ke kterému se chovají jako k dítěti, ale i negativně, jako zachycení situace člověka na mentální úrovni dítěte, který ale podléhá zákonům pro dospělé. Knihu hodnotí jako zdařilou a uvádí: „Vřele bych toto doporučil většině autistických čtenářů, s výjimkou těch, kteří mají negativní zkušenosti s policií a/nebo se soudním řízením. Z literárního hlediska jde o skvěle napsanou knihu a je důležitým pohledem do myslí neurotypiků a toho, jak oni nás vnímají jako autisty. Mé doporučení pro neurotypické čtenáře by bylo mnohem opatrnější. Pro silné spojence hnutí neurodiverzity – jděte do toho. Pro všechny ostatní, obzvlášť rodiče čerstvě diagnostikovaných autistických dětí, bych čtení této knihy nedoporučoval, dokud nebudete mít dostatečné znalosti o okolnostech neurodiverzity. Příběh autismu zobrazený v této knize, třeba i nepřímo, může být škodlivým pro někoho, kdo jej nedokáže číst kriticky.“
Carla Maria Lucchetta na knize zkritizovala přítomnost klišé a „přeslazenost“ některých pasáží; román podle jejího názoru mohl mít poloviční délku, popřípadě se rovnou mohlo jednat o scénář, neboť text podle ní vypadá, že byl rovnou psán se záměrem jej adaptovat. Tento přístup označuje za důsledek toho, že se z autorky stala „zavedená značka“ s mnoha věrnými fanoušky čekajícími právě na filmové zpracování.